# ニトロソモナス属
ニトロソモナス属は主に土壌や水中に生息する硝酸細菌の一種で、グラム陰性の非芽胞形成通性好気性桿菌。属名はニトロソ(nitroso(-NO))と個体(monas)に因む。ニトロソモナス科の基準属で、ニトロソモナス・ユーロピアが基準種。
GC比は45から53でアンモニアモノオキシゲナーゼを持ちアンモニアを亜硝酸に酸化することができる亜硝酸細菌。極鞭毛を持ち運動する種もある。化学合成独立栄養生物である。水中のアンモニアを分解するため、水槽などに加えて水質を改善するのに用いられたり、汚水処理にも用いられる。